# Michelle Heyman
Michelle Pearl Heyman (Shellharbour, 4 de julho de 1988) é uma futebolista profissional australiana que atua como atacante.

## Carreira
Michelle Heyman fez parte do elenco da Seleção Australiana de Futebol Feminino, nas Olimpíadas de 2016. 